# Gits Olsson
Stig Erik Oscar "Gits" Olsson, född 16 maj 1925 i Stockholm, död 28 mars 1985 i Stockholm, var en svensk kåsör, författare, journalist och manusförfattare.

## Biografi
Olsson inledde sin tidningsbana i Svenska Morgonbladet 1942. Under 25 års tid (1952–1976)  var han knuten till tidningen Se där han höll i en kåserispalt. Sedan 1977 även medarbetare i Svenska Dagbladet. 
Gits Olsson utgav också kåserisamlingar där en av huvudfigurerna är "morfar". Morfar har sina rötter i Göteborg och sprider vitsar ikring sig till förtret för sin omgivning. Författarnamnet "Gits" är hans tilltalsnamn "Stig" baklänges.
Gits Olsson är begravd på Dalarö begravningsplats.